# Водил поезда машинист
«Водил поезда машинист» — художественный фильм.

## Сюжет
Русская девушка Ольга Ручьёва, угнанная гитлеровскими оккупантами на Запад, работает стрелочницей на полустанке. Мимо неё каждый день проходят эшелоны с военнопленными-каторжанами. Ольга знакомится с машинистом Фёдором и с его помощью организует побег товарищей по лагерю. Но план срывается и беглецов расстреливают. Только чудом оставшийся в живых Фёдор попадает на Родину. После войны случай опять сводит его с Ольгой, когда герой с тяжёлыми ожогами после аварии попадает в больницу. Фильм заканчивается их долгожданной встречей в коридоре больницы. 

## Историческое значение
В основе фильма лег реальный случай. Утром 3 марта 1959 году скорый поезд Одесса — Москва на перегоне Терещенская —  Маково. Поезд шел со скоростью 96 км/ч. Неожиданно вырвало штуцер запорного крана инжектора. Кипящий пар закрыл доступ машиниста Виктора Никифоровича Мишакова к тормозному крану. Несмотря на наличие ожогов, Виктор Никифорович пролез через окно и по внешней стене пробрался к тормозному крану. О подвиге был снят сюжет в киножурнале "Новости дня", 23, 1959 года. Машинист Мишаков награжден орденом Трудового Красного Знамени.

## В ролях
- Григорий Гай — Фёдор Иванович, машинист
- Людмила Люлько — Ольга Николаевна Ручьёва
- Георгий Жжёнов — Иван Череда
- Леонид Куравлёв — Яков Жухрай, помощник машиниста
- Зинаида Сорочинская — Катя
- Анна Дубровина — Саня
- Светлана Коновалова — Галя
- Владимир Емельянов — следователь гестапо

## Съёмочная группа
- Автор сценария — Иван Бондин
- Режиссёр-постановщик — Виктор Жилин
- Оператор — Юрий Романовский
- Художники: Юрий Богатыренко, Алексей Овсянников
- Композитор — Андрей Эшпай
- Текст песен — Григорий Поженян
- Исполнитель — Евгений Кибкало